# 六甲庄
六甲庄，為1920年~1945年間存在之行政區，轄屬台南州曾文郡。今台南市六甲區。

## 街庄原名
原屬
- 赤山堡之六甲庄、七甲庄、二甲庄、水漆林庄、中社庄、港仔頭庄、龜仔港庄、林鳳營庄、菁埔庄、王爺宮庄、水流東庄、九重橋庄、大坵園庄
- 善化里東堡之南勢坑庄[1]

## 行政區劃
六甲庄轄域內分為六甲、七甲、二甲、水漆林、中社、港子頭、龜子港、林鳳營、菁埔、王爺宮、水流東、九重橋、大丘園、南勢坑十四個大字。